# Euxoa derasa
Euxoa derasa là một loài bướm đêm trong họ Noctuidae.